# كين لامبرت
كين لامبرت (بالإنجليزية: Ken Lambert)‏ (7 يونيو 1928 بشفيلد في المملكة المتحدة - 1 يناير 2002) هو لاعب كرة قدم بريطاني في مركز الوسط. لعب مع برادفورد سيتي وسويندون تاون ونادي بارنسلي ونادي غيلينغهام وماتلوك تاون ‏.